# Struktur- und Ordnungspolitischer Beratungsfonds zur Reformgestaltung
Der Struktur- und Ordnungspolitische Beratungsfonds zur Reformgestaltung (SOB) ist ein vom Bundesministerium für wirtschaftliche Zusammenarbeit und Entwicklung (BMZ) beauftragtes und von der Deutschen Gesellschaft für Internationale Zusammenarbeit (GIZ) durchgeführtes Vorhaben der deutschen Entwicklungszusammenarbeit, das derzeit in 5 Ländern aktiv ist. 
Ziel des SOB ist die Einbindung von deutschen Wissens- und Erfahrungsträger/-innen und Institutionen aus der Verwaltung, Wissenschaft, Privatwirtschaft und Zivilgesellschaft in die Entwicklungszusammenarbeit, um ihre Expertise für Partnerländer der deutschen Entwicklungszusammenarbeit bei der Planung und Umsetzung von Reformvorhaben zur Verfügung zu stellen. Darüber hinaus soll durch den Aufbau eines deutschen Expertennetzwerkes eine Sensibilisierung von Akteuren und Institutionen in Deutschland für entwicklungspolitische Ziele stattfinden.

## Leistungen
In Deutschland arbeitet der SOB am Aufbau eines Expertennetzwerkes. Es setzt sich aus aktiven und ehemaligen politischen Entscheidungsträgern und Verwaltungsangestellten und Experten mit Praxiserfahrung zusammen. Der Aufbau neuer und die Nutzung bestehender Verwaltungspartnerschaften auf Ebene des Bundes, der deutschen Bundesländer und Kommunalverwaltungen ist ein zentraler Bestandteil des SOB.
Die Partnerländer unterstützt der SOB darauf aufbauend über verschiedene Instrumente. So werden Experten des SOB-Netzwerks auf Nachfrage für Beratungseinsätze in die Partnerländer entsandt oder politische Entscheidungsträger auf Delegationsreisen zu passenden deutschen Institutionen eingeladen. Durch eine Reihe von gemeinsamen Konferenzen, Workshops und Arbeitssitzungen werden die deutschen Wissensträger mit ihren Counterparts aus den Partnerländern zusammengebracht, um Reformansätze zu diskutieren, zu planen und zu gestalten. Darüber hinaus arbeitet der SOB daran, langfristige Partnerschaften zwischen Institutionen in Deutschland und in den Partnerländern aufzubauen, die über die Projektdauer des SOB Bestand haben.

## Partnerländer und Tätigkeitsfelder
Derzeit unterstützt der SOB Reformen in Bolivien, Pakistan, Palästina, Peru und Serbien. Das Vorhaben unterstützt Reformen in Partnerländern in den Bereichen Dezentralisierung, politische Teilhabe, öffentliche Finanzen und grüne Wirtschaftspolitik.
Dezentralisierung bezeichnet die Übertragung von Entscheidungsbefugnissen, Zuständigkeiten und Ressourcen von der nationalen Ebene auf subnationale Ebenen, sodass öffentliche Leistungen bürgernah, transparent, bedarfsgerecht und effizient umgesetzt werden können.
Eine Stärkung der politische Teilhaberechte soll es Bürgerinnen und Bürgern ermöglichen, auch in der Zeit zwischen den Wahlterminen ihre Interessen zu äußern und sich an politischen Willensbildungs- und Entscheidungsprozessen zu beteiligen.
Ein funktionierendes System der öffentlichen Finanzen stellt sicher, dass die notwendigen Mittel für die Finanzierung von öffentlichen Gütern wie Sicherheit, Bildung und Gesundheit bereitstehen und effektiv für die Umsetzung nachhaltiger Entwicklungsziele eingesetzt werden.
Grüne Wirtschaftspolitik hat das ordnungspolitische Ziel, Politikinstrumente und Strategien, Wettbewerbschancen und Beschäftigungsmöglichkeiten im Sinne breitenwirksamer, energieeffizienter und umweltschonender Produktions- und Konsummuster zu entwickeln. 